# سیانیداسیون طلا

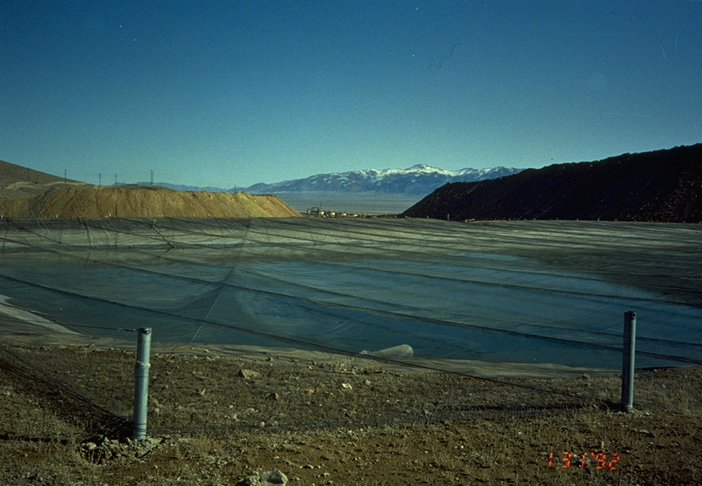
حوضچه‌ی لیچینگ طلا

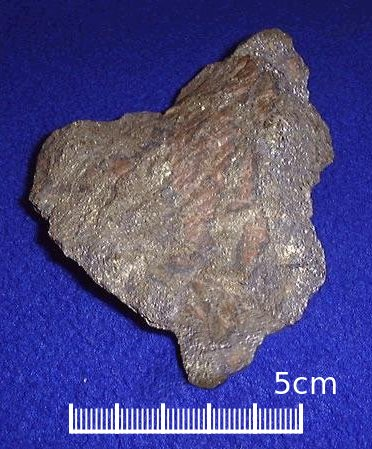
سنگ معدن طلا

فرایند سیانید شدن طلا (فرایند سیانید یا فرایند مک‌آرتور-فورست) نوعی تکنیک هیدرومتالورژی برای استخراج طلا از سنگ معدن با خلوص پایین است. این روش با تبدیل طلا به کمپلکس شیمیایی طلا که در آب محلول است صورت می‌پذیرد. این فرایند رایج‌ترین روش برای استخراج طلا است که از روش لیچینگ (استخراج مایع-جامد) در آن استفاده می‌شود.
تولید معرف‌های شیمیایی برای فرایند بازیابی طلا، مس، روی و نقره از مواد معدنی، ۱۳ درصد از استفاده‌های جهانی را از سیانید شدن را تشکیل می‌دهد و ۸۷ درصد باقی‌مانده از مصرف سیانید در دیگر فرایندهای صنعتی مانند صنعت پلاستیک، مواد چسبنده، آفت‌کش‌ها استفاده می‌شود. به علت ذات سمی سیانید این فرایند ممکن است در بسیاری از کشورها بحث‌برانگیز باشد و در تعداد کمی از کشورها ممنوع است.

## تاریخچه
در سال ۱۷۸۳ کارل ویلهلم شیله کشف کرد که طلا در محلول‌های آبی سیانید حل می‌شود. با توجه به تحقیقات مایکل فارادی، السنر، بگراتیون مشخص شد که با توجه استکیومتری ماده حل شونده هر اتم طلا به دو یون سیانید نیاز دارد.

### فرایند صنعتی
گسترش استخراج طلا در دههٔ ۸۰ میلادی در آفریفای جنونی شروع به کاهش یافتن کرد. مواد ته‌نشین شدهٔ پیدا شده حاوی مقادیر زیادی از پیریت بود و با استفاده از روش و تکنیک‌های شیمیایی موجود در آن زمان تونایی استخراج طلا از آن مادهٔ شیمیایی وجود نداشت. جان استوارت مک‌آرتور به همراهی دکتر رابرت و دکتر ویلیام فورست که برای کمپانی چارلز تنانت در اسکاتلند کار می‌کردند، روشی برای استخراج طلا از سنگ معدن را گسترش دادند. روش‌های متعددی در آن سال برای ته‌نشین کردن سنگ معدن خرد شده در محلول سیانید برای به‌دست آوردن طلا با خلوص ۹۶ درصد ثبت شد. این فرایند ابتدا در سال ۱۸۹۰ در آفریقای جنوبی مورد استفاده قرار گرفت و علی‌رغم ناقصی‌ها در انجام فرایند باعث ایجاد موجی از سرمایه‌گذاری‌ها در هنگام بازگشایی معادن طلا شد.

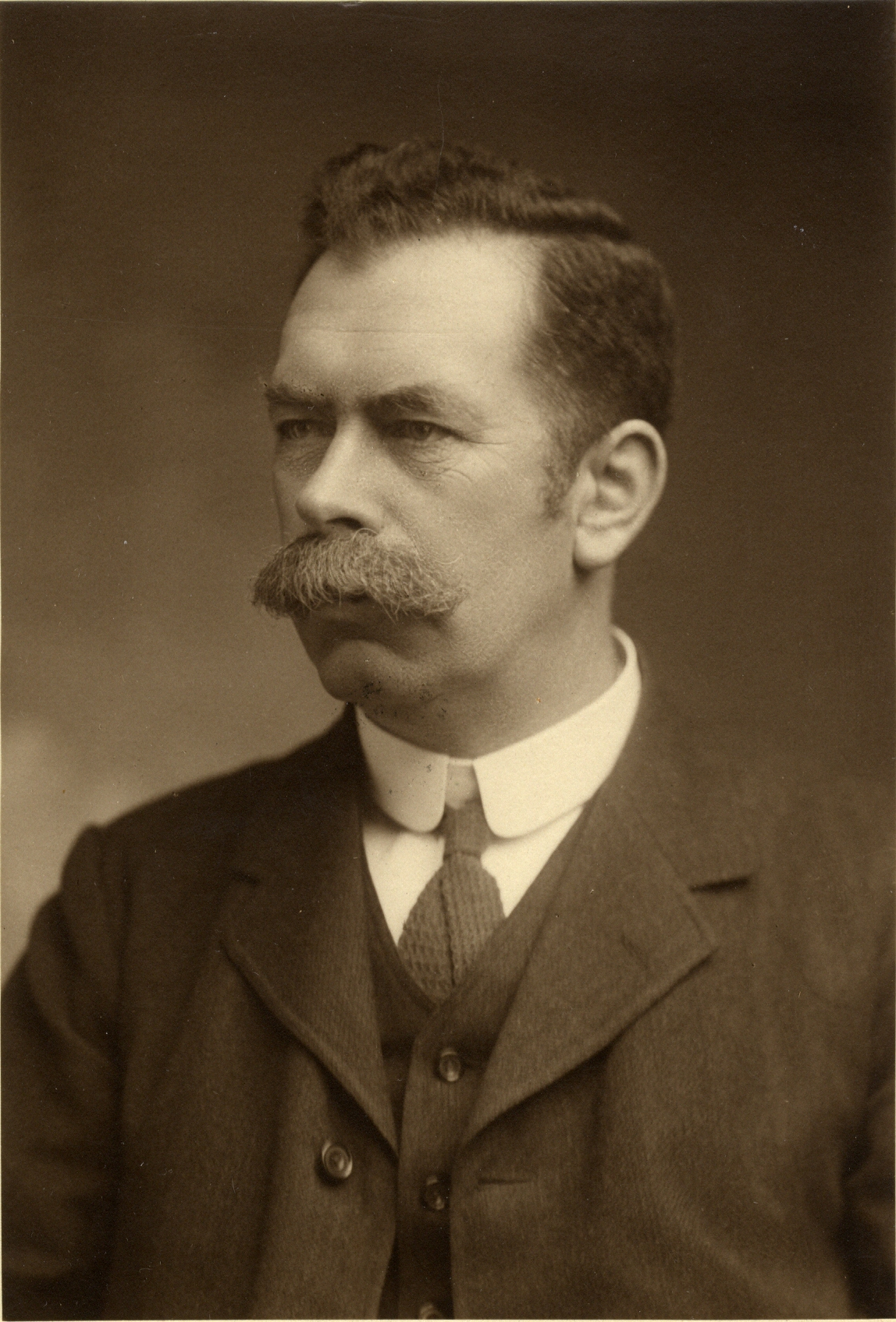
جان استوارت مک‌آرتور در سال ۱۸۸۷ فرایند سیانیداسیون را بهبود داد.

در سال ۱۸۹۱ داروسازی به نام گیلبرت پیتون فرایند را در معدن خود در یوتا بهبود داد و به عنوان اولین مرکز صنعتی در آمریکا که موفق به استخراج طلا از روش سیانید شدن مطرح شد. در سال ۱۸۹۶ مشخص شد که استفاده از اکسیژن برای پیش رفتن فرایند الزامی است. مک‌آرتور قبلاً به این مورد شک کرده بود که بعد مشخص شد که هیدروژن پراکسید یک فاز میانه در فرایند تشکیل می‌دهد که مشکل را تشریح کرد. در سال ۱۹۰۰ متالورژیست آمریکایی چارلز واشینگتن مریل و مهندس همراه او توماس بنت کرو فرایند تصفیه (leach) سیانید شدن را با استفاده از مکش و خاک روی بهبود دادند. این فرایند به عنوان فرایند مریل-کرو شناخته می‌شود.

## واکنش‌های شیمیایی
واکنش شیمیایی برای حل شدن طلا (معادلهٔ السنر) از این فرمول تبعیت می‌کند:
(4Au(s) + 8 NaCN(aq) + O2(g) + 2H2O(l)→ 4 Na[Au(CN)2](aq) + 4 NaOH(aq
این واکنش از نوع کاهش است که در آن طی فرایند دو مرحله ای اکسیژن حذف می‌شود.

## کاربرد و استفاده
سنگ معدن مورد نظر توسط فرایند آسیاب ماشینی جدا می‌شود. بسنه به نوع سنگ معدن ممکن است برای خالص سازی بیشتر از فرایند شناورسازی کف یا کانه‌آرایی استفاده شود. در ادامه به فراورده خروجی از فرایند آب اضافه می‌شود تا دوغاب یا خمیری ایجاد شود. دوغاب سنگ معدن مورد استفاده می‌تواند با محلول سدیم سیانید یا پتاسیم سیانید ترکیب شود. هرچند در بیشتر فرایندها از کلسیم سیانید استفاده می‌شود که مقرون به صرفه تر است.
برای جلوگیری از تولید شدن مادهٔ سمی هیدروژن سیانید طی فرایند، محلول سدیم هیدروکسید یا کلسیم هیدروکسید اضافه می‌شود تا میزان اسیدی بودن در حین فرایند کنترل شود.

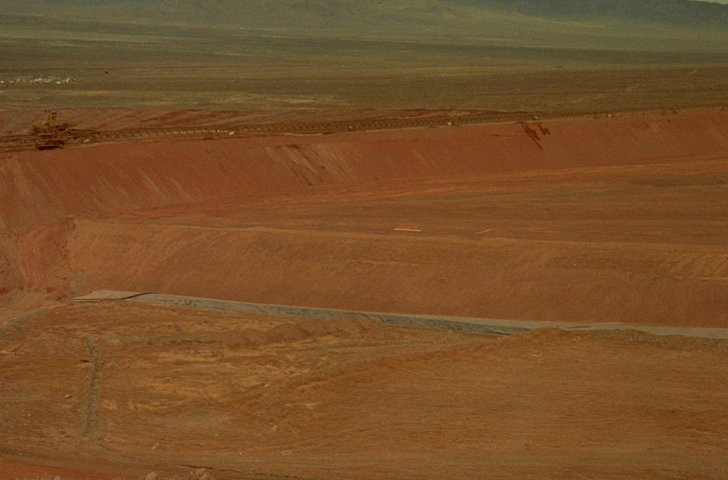
لیچینگ سیانید در یکی از معادن آمریکا

### تأثیر اکسیژن حل شده
اکسیژن یکی از واکنش‌گرهای نابی است که طی فرایند سیانید شدن مصرف می‌شود و کمبود اکسیژن حل شده سرعت فرایند تصفیه از طریق شستشو (leaching) را کاهش می‌دهد. هوا یا گاز اکسیژن خالص می‌توانند به مادهٔ خمیری ایجاد شده طی فرایند اضافه شوند تا غلضت اکسیژن حل شده به حداکثر برسد. در فرانید از هدایت کننده‌ها استفاده می‌شود تا فشار اکسیژن در مجاورت با محلول افزایش پیدا کند. بر همین اساس سطح اشباع غلظت اکسیژن در این حالت بیشتر از مقدار آن در فشار طبیعی اتمسفر است. همچنین اکسیژن را می‌توان با استفاده از هیدروژن پرواکسید به نمونهٔ خمیری شکل اضافه کرد.

### هوادهی و شستشوی سنگ معدن
در بعضی از سنگ‌ها به خصوص آن‌هایی که به صورت جزئی سولفید شده‌اند، هوادهی سنگ معدن در آب دارای pH بالا می‌توان عنصرهایی مانند آهن و گوگرد را با واکنش پذیری کمتری نسبت به سیانید تحویل دهد و فرایند سیانید شدن طلا با بازدهی بالاتری انجام می‌شود. به خصوص اکسید شدن آهن و تبدیل شدن به آهن (III) اکسید و ته‌نشینی متعاقب آن در حالت آهن هیدروکسید، مقدار از دست رفته سیانید را از ترکیبات آهن و سیانید به حداقل می‌رساند. همچنین اکسید شدن ترکیبات گوگرد دار و تلدیل شدن آن‌ها به یون سولفات، از ترکیب شدن یون سیانید به یون تیوسیانات به عنوان فراورده جانبی جلوگیری می‌کند.

## بازیابی طلا از محلول‌های سیانید
با در نظر گرفتن جنبهٔ اقتصادی، روش‌های رایج برای بازیابی طلای قابل حل در محلول به این سه روش محدود می‌شود:
- الکترو وینینگ
- فرایند مریل-کرو
- روش (CIP (carbon in pulp

## فرایند تصفیهٔ سیانید
سیانیدی که طی فرایند در سیستم باقی می‌ماند به صورت کلی خطرناک است؛ بنابراین بعضی فرایندها دور ریز حاوی سیانید را سم‌زدایی می‌کنند. این مرحله غلضت ترکیبات سیانید را کاهش می‌دهد. فرایند INCO و فرایند اسیدِ کارو سیانید موجود را اکسید می‌کند و به سیانات تبدیل می‌کند که به اندازهٔ سیانید سمی نیست و طی واکنشی می‌تواند به کربنات و آمونیاک تبدیل شود.

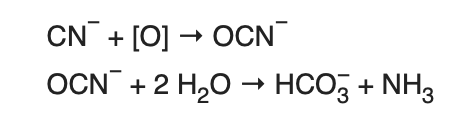

فرایند INCO می‌تواند به‌طور کلی غلظت سیانید را به زیر ۵۰ میلی‌گرم بر لیتر برساند در حالی که اسیدِ کارو غلظت سیانید را بین ۱۰ تا ۵۰ میلی‌گرم بر لیتر می‌رساند. رسیدن به غلظت پایین‌تر از سیانید در جریان‌های محلول، دست یافتنی تر از حالت دوغاب است. اسیدِ کارو (H2SO5) سیانید را به سیانات تبدیل می‌کند، سپس سیانات طی فرایند هیدرولیز به آمونیاک و یون کربنات تبدیل می‌شود. فراین اسیدِ کارو قادر است به استاندارد لازم مقدار یون سیانید که ۵۰ میلی‌گرم بر لیتر است، در هنگام تخیله جریان در فرایند برسد.
هیدروژن پروکسید و فرایند کلری شدن نیز می‌توانند برای اکسید شدن سیانید استفاده شوند اما این رویکردها کمتر رایج اند.
در حال حاضر بیش از ۹۰ معدن در سراسر دنیا از روش جریان سم زدایی INCO برای تبدیل سیانید به سیانات، قبل از تخلیه پسماند حوضچه‌ها استفاده می‌کنند به‌طور کلی طی این فرایند هوای فشرده به داخل مخازن پسماند دمیده می‌شود و به آن سدیم متابی‌سولفیت اضافه می‌شود که باعث آزاد شدن گاز SO2 می‌شود. آهک نیز اضافه شده تا pH فرایند ۸٫۵ نگه داشته شود. سولفات مس هم به عنوان کاتالیست در صورت وجود مس در سنگ معدن استخراج شده اضافه می‌شود. این فرایند مقدار یون سیانید را به زیر ۱۰ میلی‌گرم بر لیتر که طبق استاندارد است، می‌رساند. سیانید باقی مانده در حوضچهٔ پسماند طی فرایند هیدرولیز به آمونیوم تخریب می‌شوند هرچند تحقیقات نشان داده که سیانید باقی مانده باعث آزاد شدن مداوم فلزات سمی مانند جیوه در آب‌های سطحی و زیر زمینی می‌شود.

## شرایط زیست‌محیطی

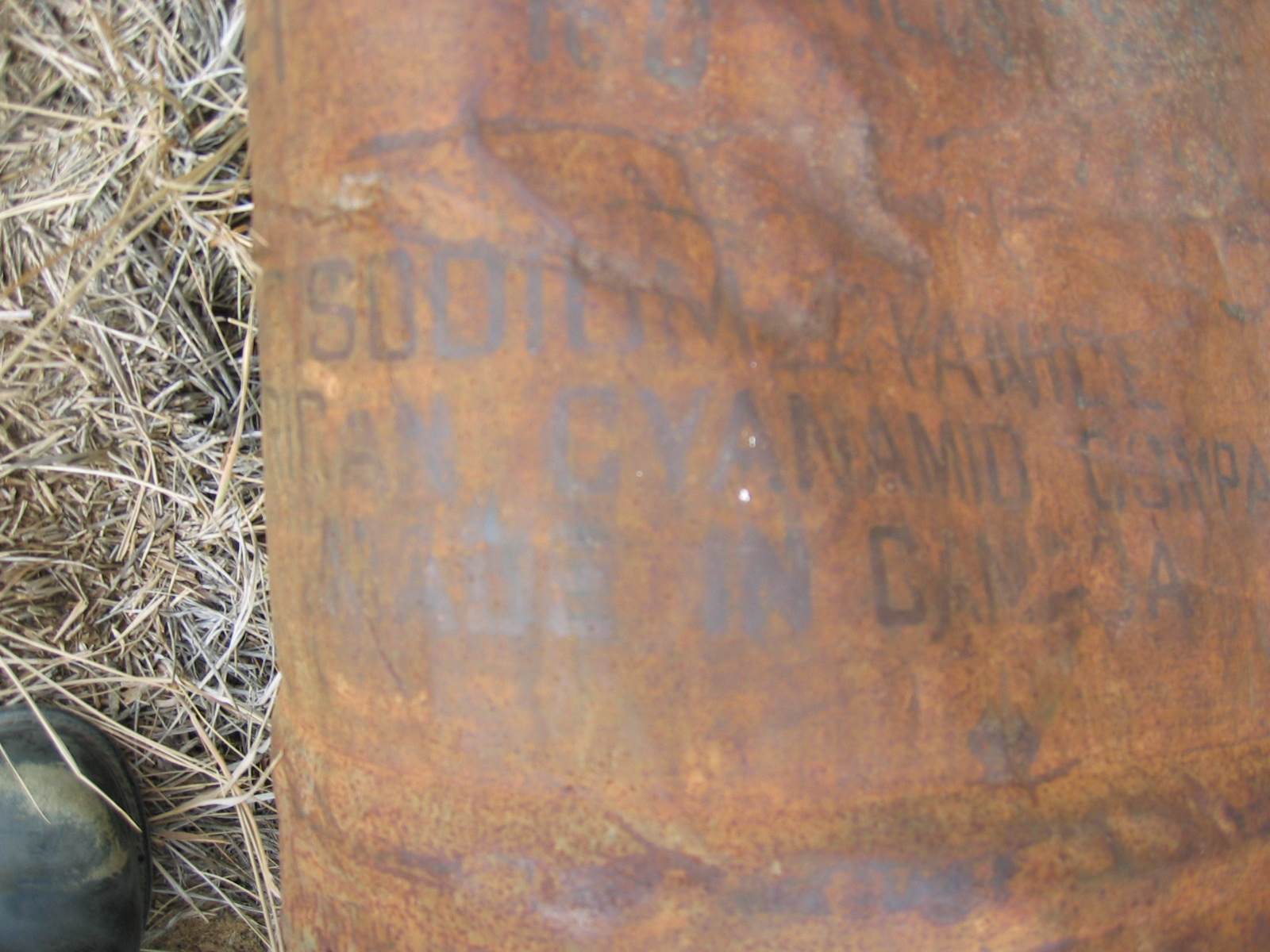
ظرف سدیم سیانید به‌جامانده در معدنی متروکه در کالیفرنیا

اگرچه فرایند سیانید شدن طلا برای ۹۰ درصد مصارف تولید طلا استفاده می‌شود اما به دلیل سمی بودن سیانید ممنوع است. اگرچه محلول‌های آبی سیانید توسط نور خورشید به تدریج تخریب می‌شوند، اما سیانات و تیوسیانات برای سال‌ها در برابر تخریب شدن مقاومت می‌کنند.

## جایگزین‌های سیانید
اگرچه سیانید ارزان، مؤثر و قابل تجزیه زیستی است اما به شدت سمی است و این مشکل ما را به این سمت سوق داده‌است که از مواد کمتر سمی در این فرایند استفاده کنیم. دیگر استخراج کننده‌ها مانند تیوسولفات، تیواوره، ید، آمونیاک، جیوهٔ مایع و آلفا-سیکلودکسترین مورد بررسی قرار گرفته‌اند اما چالش‌هایی مانند قیمت موااد لازم برای فرایند و بازدهی فرایند بازیابی طلا وجود دارد. تیو اوره برای سنگ معدن‌های حاوی استیبنیت به کارگیری شده‌است.

## قانون گذاری
ایالت‌های مونتانا و ویسکونسین در آمریکا، جمهوری چک، مجارستان و دیگر کشورها استفاده از فرایند سیانید شدن را در معدن‌کاری ممنوع کردند. هرچند کمیسیون اتحادیهٔ اروپا درخواست برای ممنوع سازی را رد کرد و اضافه کرد که قوانین حاکم استانداردهای لازم برای محافظت از طبیعت و حفظ محیط زیست را تضمین می‌کنند. تلاش‌های فراوان برای متوقف کردن استفاده از فرایند سیانیداسیون در رومانی بی ثمر بوده و معترضینی در این کشور خواهان پایان استفاده از این فرایند هستند. طبق استانداردهای تعریف شده جهانی هیچ مرکز صنعتی معدنی ای مجاز به خروج پسماند با غلظت سیانید بیشتر از ۱۰ میلی‌گرم بر لیتر نیست و معادنی که دارای مجوز قبلی بودند نیز باید تا سال ۲۰۱۸ به این استاندارد برسند.